# Cixius aequa
Cixius aequa är en insektsart som beskrevs av Walker 1857. Cixius aequa ingår i släktet Cixius och familjen kilstritar. Inga underarter finns listade i Catalogue of Life.